# Taphinellina chujoi
Taphinellina chujoi es una especie de insecto coleóptero de la familia Chrysomelidae.
Fue descrita científicamente en 1958 por Nakane.